# Manuel Herrero Fernández

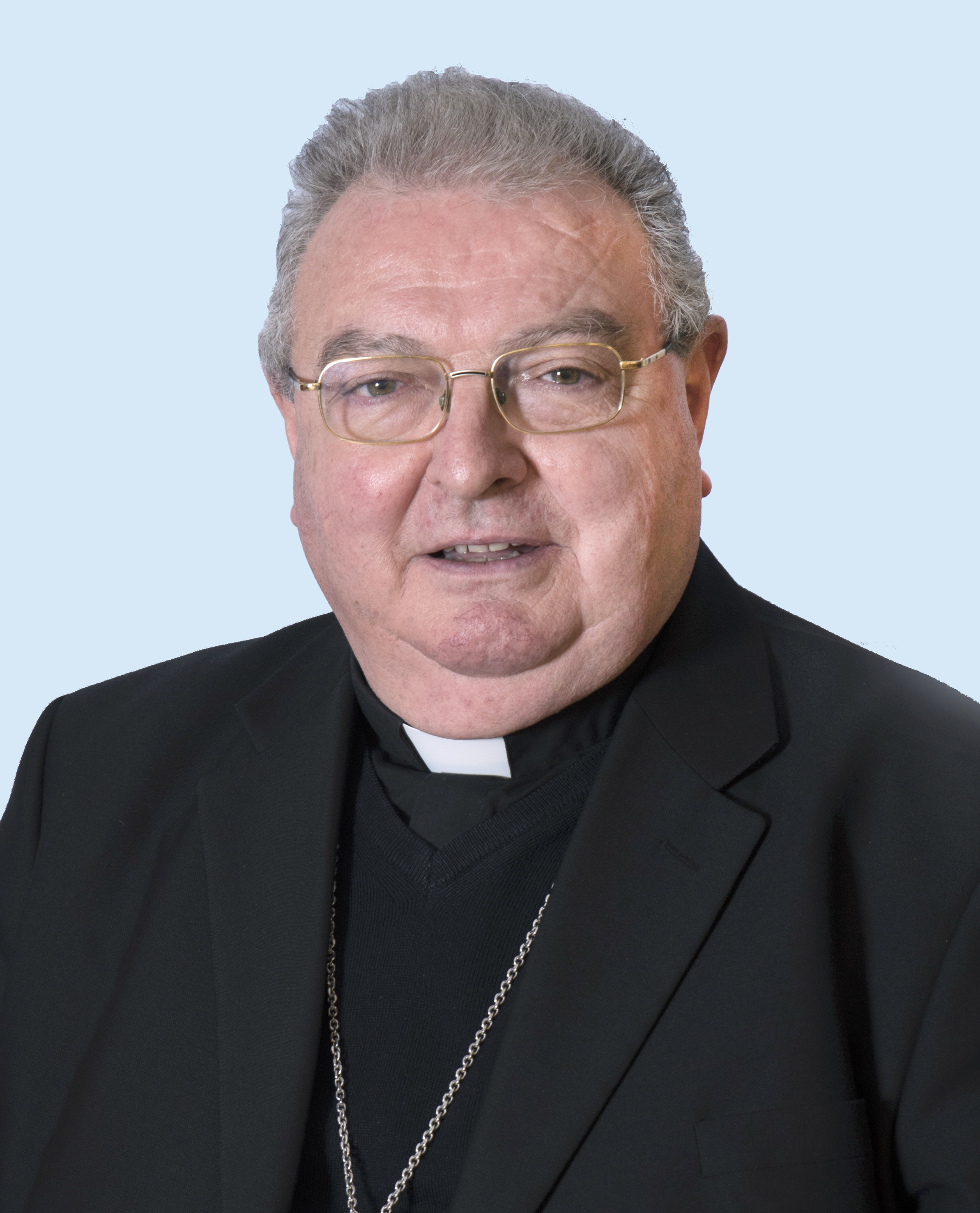
Bischof Manuel Herrero Fernández.

Manuel Herrero Fernández OSA (* 17. Januar 1947 in Serdio-Val de San Vicente, Kantabrien, Spanien) ist ein spanischer Ordensgeistlicher und emeritierter römisch-katholischer Bischof von Palencia.

## Leben
Manuel Herrero Fernández trat der Ordensgemeinschaft der Augustiner-Eremiten bei und empfing am 12. Juli 1970 das Sakrament der Priesterweihe. Von 2002 bis Dezember 2014 und erneut ab Mai 2015 war er Generalvikar des Bistums Santander. In der zwischenzeitlichen Sedisvakanz verwaltete er das Bistum Santander als Diözesanadministrator.
Am 26. Februar 2016 ernannte ihn Papst Franziskus zum Bischof von Palencia. Die Bischofsweihe spendete ihm der Apostolische Nuntius in Spanien, Erzbischof Renzo Fratini, am 18. Juni desselben Jahres. Mitkonsekratoren waren der Erzbischof von Madrid, Carlos Osoro Sierra, der Erzbischof von Valladolid, Ricardo Kardinal Blázquez Pérez, der Erzbischof von Burgos, Fidel Herráez Vegas, und der Altbischof von Palencia, Nicolás Antonio Castellanos Franco OSA.
Am 31. Oktober 2023 nahm Papst Franziskus seinen altersbedingten Rücktritt an.